# Campeonato Italiano de Rugby 1982-83
El Campeonato de Rugby de Italia de 1982-83 fue la quincuagésima tercera edición de la primera división del rugby de Italia.

## Sistema de disputa
El torneo se disputó en una primera fase zonal, en la cual los equipos por su rendimiento fueron clasificados en la Zona Campeonato y en Zona de Descenso.
Los equipos clasificados a la Zona Campeonato, disputaron encuentros en condición de local y de visitante, coronándose como campeón el elenco que al final del torneo consiguió más puntos en la liguilla final.

## Desarrollo

### Zona Campeonato
- Tabla de posiciones:[1]

| Pos. | Equipo           | Encuentros | Encuentros | Encuentros | Encuentros | Tantos | Tantos | Tantos | Puntos |
| Pos. | Equipo           | PJ         | PG         | PE         | PP         | F      | C      | Dif    | Puntos |
| ---- | ---------------- | ---------- | ---------- | ---------- | ---------- | ------ | ------ | ------ | ------ |
| 1.º  | Benetton Treviso | 14         | 13         | 0          | 1          | 390    | 98     | +292   | 26     |
| 2.º  | L'Aquila Rugby   | 14         | 12         | 1          | 1          | 315    | 211    | +204   | 25     |
| 3.º  | Petrarca Padova  | 14         | 8          | 1          | 5          | 197    | 144    | +53    | 17     |
| 4.º  | San Donà         | 14         | 6          | 1          | 7          | 176    | 178    | -2     | 13     |
| 5.º  | Amatori Catania  | 14         | 5          | 2          | 7          | 168    | 304    | -136   | 12     |
| 6.º  | Rugby Rovigo     | 14         | 3          | 2          | 9          | 148    | 229    | -81    | 9      |
| 7.º  | Rugby Parma      | 14         | 3          | 1          | 10         | 129    | 235    | -106   | 7      |
| 8.º  | Rugby Milano     | 14         | 1          | 2          | 11         | 120    | 353    | -233   | 5      |

|  | Campeón. |

| Bandera de Italia        |
| Campeón Benetton Treviso |
| Tercer título            |